# Ishania zapotek
Ishania zapotek là một loài nhện trong họ Zodariidae.
Loài này thuộc chi Ishania. Ishania zapotek được Rudy Jocqué & Léon Baert miêu tả năm 2002.